# Fabian Meier
Fabian Domenic Meier (* Juli 1994) ist ein deutscher Kinderdarsteller und Schauspieler. 

## Leben
Meier stand als Kinderdarsteller bereits im Alter von 6 Jahren vor der Kamera. Neben Aglaia Szyszkowitz und Hannes Jaenicke spielte er den kleinen Benjy in dem TV-Melodram Die Liebe meines Lebens (2001).
Im Anschluss folgten Rollen in verschiedenen Fernsehreihen und Fernsehserien. In dem Fernsehfilm Der Mann im Strom (2006) war Meier neben Jan Fedder der halbwüchsige Sohn eines alleinerziehenden, arbeitslosen 55-jährigen Bergungsinspektors, der von Wismar nach Hamburg zieht, in der Hoffnung, dort Arbeit als Taucher zu finden.
Ab 2007 spielte er in den ersten vier Staffeln der Serie Der Dicke (mit Dieter Pfaff in der Hauptrolle als Rechtsanwalt Ehrenberg) in einer durchgehenden Serienrolle als „Bodo Merker“ den Neffen des Café-Besitzers neben Ehrenbergs Kanzlei. In dem Fernsehfilm Sommerwellen (2008) war er als Sohn einer alleinerziehenden Hamburger Schiffsmaklerin an der Seite von Katja Weitzenböck, Bruno Eyron und Michael Degen zu sehen.
In der 7. Staffel der ZDF-Serie Notruf Hafenkante (2013) hatte er eine Episodenrolle als Sohn eines gerade aus der Haft entlassenen Einbrechers (Sebastian Rudolph).
Nach dem Ende seiner schauspielerischen Aktivitäten machte Meier eine Ausbildung zum Investmentfondskaufmann und ist mittlerweile als Geschäftsführer in einem Hamburger Informationstechnologieunternehmen tätig.

## Filmografie (Auswahl)
- 2001: Die Liebe meines Lebens (Fernsehfilm)
- 2002: Das Duo: Totes Erbe (Fernsehreihe)
- 2003: Tatort: Väter (Fernsehreihe)
- 2004: Der Landarzt: Süße Geheimnisse (Fernsehserie, eine Folge)
- 2006: Der Mann im Strom (Fernsehfilm)
- 2007: Notruf Hafenkante: Zeugnistag (Fernsehserie, eine Folge)
- 2007: Die Rettungsflieger: Klare Worte (Fernsehserie, eine Folge)
- 2007–2012: Der Dicke (Fernsehserie, Serienrolle)
- 2008: Sommerwellen (Fernsehfilm)
- 2013: Notruf Hafenkante: Helen (Fernsehserie, eine Folge)